# 스뱌토슬라프 1세
스뱌토슬라프 1세(고대 동슬라브어: С~тославъ / Свѧтославъ Игорєвичь, 고대 노르드어: Sveinald Ingvarsson 스베이날드 잉그바르손, 러시아어: Святослав Игоревич 스뱌토슬라프 이고레비치[*], 우크라이나어: Святослав Ігорович 스뱌토슬라브 이고로브치[*], 942년경 ~ 972년 3월)는 키예프 공(재위: 945년 ~ 972년)이다. 류리크 왕조 출신이다.

## 생애
이고리 류리코비치 공과 올가 공비의 아들로 태어났다. 945년 자신의 아버지인 이고리 류리코비치 공이 드레블랴네족들에 의해 살해당하자 키예프 공으로 즉위했다. 즉위 당시에는 나이가 어렸기 때문에 그의 어머니인 올가가 섭정 역할을 수행했다.
964년부터 친정을 시작했으며 발칸반도 원정에 직접 나서는 등 키예프 루스의 세력을 확장해 나갔다. 972년 불가리아 원정에 나서던 도중에 전사했다.

## 이름
스뱌토슬라프는 원초 연대기에 기록된 슬라브어에서 기원한 이름을 사용한 최초의 키예프 루스 통치자이다. 그러나 이 이름은 다른 중세 슬라브 국가들에는 기록되어 있지 않다.

## 가족
스뱌토슬라프의 가족의 생애에 대해서는 거의 알려진 바가 없다. 그러나 그의 부모의 유일한 아들이나 맏아들이 아닐 가능성이 있다.
스뱌토슬라프에게는 여러 자식이 있었으나 아내의 기원은 연대기에 자세히 나와있지 않다. 그는 아내로 말미암아 야로폴크 1세와 올레크를 얻었다.